# Pošná
Pošná är en ort i Tjeckien.   Den ligger i regionen Vysočina, i den centrala delen av landet, 80 km sydost om huvudstaden Prag. Pošná ligger 570 meter över havet och antalet invånare är 207.
Terrängen runt Pošná är huvudsakligen platt, men norrut är den kuperad. Runt Pošná är det glesbefolkat, med 18 invånare per kvadratkilometer. Närmaste större samhälle är Pelhřimov, 13,4 km öster om Pošná. Trakten runt Pošná består till största delen av jordbruksmark.